# 加藤智見
加藤 智見（かとう ちけん、1943年8月15日 - 2017年8月30日）は、日本の宗教学者、浄土真宗大谷派光専寺住職、東京工芸大学名誉教授。

## 略歴
1943年、愛知県中島郡朝日村（現・一宮市）の浄土真宗大谷派光専寺に生まれる。1966年、早稲田大学文学部哲学科卒業。1973年、同大学院博士課程中退。
東京工芸大学助教授、教授。2009年に退任し名誉教授。
2017年8月30日、膵臓癌のため死去。享年74歳。

## 著書
- 『親鸞とルター 信仰の宗教学的考察』早稲田大学出版部 1987
- 『いかにして<信>を得るか 内村鑑三と清沢満之』法藏館 1990
- 『蓮如とルター 宗教教団の原点』法藏館 1993
- 『ココロの旅からタマシイの旅へ 宗教の理解』大法輪閣 1993
- 『宗教のススメ やさしい宗教学入門』大法輪閣 1995
- 『蓮如入門』大法輪閣 1996
- 『他力信仰の本質 親鸞・蓮如・満之』国書刊行会 1997
- 『誰でもわかる浄土三部経』大法輪閣 1999
- 『浄土三部経のこころ』法藏館 2000
- 『仏像の美と聖なるもの』法藏館 2000
- 『図解宗教のことが面白いほどわかる本 本当のことがホントにわかる!』中経出版 2001
- 『世界の宗教と信仰 八つの型と共存への道』大法輪閣 2005
- 『世界の宗教が面白いほどわかる本』2006（中経の文庫）
- 『見つめ直す日本人の宗教心』原書房 2006
- 『図説あらすじで読む親鸞の教え』青春出版社 2007 「図説あらすじでわかる!親鸞の教え」新書
- 『親鸞の浄土を生きる 死を恐れないために』大法輪閣 2010
- 『図説あらすじでわかる!歎異抄』2011（青春新書）
- 『本当の宗教とは何か 宗教を正しく信じる方法』大法輪閣 2013
- 『世界の宗教から見た親鸞の信仰 親鸞の独自性とは何か』法藏館 2015
- 『親鸞聖人に学ぶ新しい老い方』法蔵館、2016

### 翻訳
- 『シレジウス瞑想詩集』植田重雄共訳（岩波文庫 上下）、1992

アンゲルス・シレジウス（1624年 - 1677年）は、 ドイツの神秘主義の宗教家・詩人。

### 論文
- CiNii>加藤智見
- INBUDS>加藤智見